# Malta en los Juegos Olímpicos de Ámsterdam 1928
Malta estuvo representada en los Juegos Olímpicos de Ámsterdam 1928 por nueve deportistas masculinos que compitieron en waterpolo.
El equipo olímpico maltés no obtuvo ninguna medalla en estos Juegos.